# Astragalus pseudocylindraceus
Astragalus pseudocylindraceus är en ärtväxtart som beskrevs av Bornum. Astragalus pseudocylindraceus ingår i släktet vedlar, och familjen ärtväxter. Inga underarter finns listade i Catalogue of Life.